# Archos 43 Internet Tablet
L'Archos 43 Internet Tablet est une mini-tablette tactile conçue et commercialisée par Archos, elle fonctionne sous Android 2.2 Froyo modifié par Archos et possède un écran tactile résistif de 4,3 pouce (10,9 cm) d'une résolution de 854 x 480 pixels.
Elle est compatible Wifi (802.11 b/g/n) et Bluetooth 2.1, elle possède aussi une sortie mini HDMI, un port micro USB et une caméra HD (720p).
Elle fait partie de la génération 8 des baladeurs Archos (5 tablettes nommées A28 it, A32 it, A43 it, A70 it et A101 it) qui sont sortis en septembre 2010. Elle possède une mémoire Flash de 8 ou 16 Go et est disponible pour environ 200 € .

## Caractéristiques techniques
- Écran : écran tactile résistif 480 x 854 pixels, 4,3 pouces (10,9 cm) TFT LCD, 16 millions de couleurs
- Processeur : ARM Cortex A8 à 1 GHz avec DSP
- Accélérateur graphique : 3D OpenGL ES 2.0
- Mémoire vive : 256 Mo dans la référence juste après celle-ci[3],[4]

- Mémoire : 8 et 16 Go
- Interface : port pour une prise Jack universelle, port mini HDMI, port micro USB (hôte)
- Communication : Wi-Fi (802.11b/g/n),Bluetooth 2.1 EDR
- Versions Actuelles : 2.1.8 (Android 2.2.1)
- Autonomie : jusqu'à 36 heures en lecture audio, 10 heures en lecture vidéo et 12 heures en surf
- Formats audio pris en charge : MP3, WMA, WAV (PCM/ADPCM), OGG Vorbis, FLAC, AAC (pas protégé)
- Formats vidéo pris en charge : AVI, MP4, MKV, MOV, WMV, MPG, PS, TS, VOB, FLV, RM, RMVB, ASF, 3GP
- Enregistrement vidéo : 720p MP4
- Prise de photos : 2 mégapixel
- Poids : 130 g
- Divers : haut-parleur, béquille, microphone, accéléromètre

## Système d'exploitation
L'Archos 43 Internet Tablet est fournie avec Android Froyo, il est compatible avec d'autres systèmes d'exploitation Linux supportant l'architecture ARM où il peut être rooté, toutes ces manipulations font perdre la garantie de l’appareil. Archos a d'ailleurs lui-même sorti un firmware alternatif très facile à installer sur les tablettes de 8e génération (a28it, a32it, a43it, a70it et a101it) basé sur la distribution Linux Ångström, disponible sur son site officiel. Ce firmware permet d'installer très facilement gnu/linux sur l'Archos 43 it et ainsi de permettre l'utilisation d'applications impossibles à installer sous Android (comme la programmation ou l'utilisation d'un terminal rooté).